# 崔富华
崔富华（1953年—），四川南充人，汉族，中华人民共和国政治人物、第十一届全国人民代表大会四川地区代表。
毕业于西南农业大学农学专业。加入九三学社。担任九三学社南充市委副主委、南充市农科所花生研究所主任。2008年起担任全国人大代表。